# Niederlauterbach
Niederlauterbach ist eine französische Gemeinde mit 945 Einwohnern (Stand 1. Januar 2021) im Département Bas-Rhin in der Europäischen Gebietskörperschaft Elsass und in der Region Grand Est. Namensgebend ist der Fluss Lauter.
Im Norden grenzt Niederlauterbach an das deutsche Bundesland Rheinland-Pfalz. Die 1&1 Internet AG betreibt hier ein Rechenzentrum.

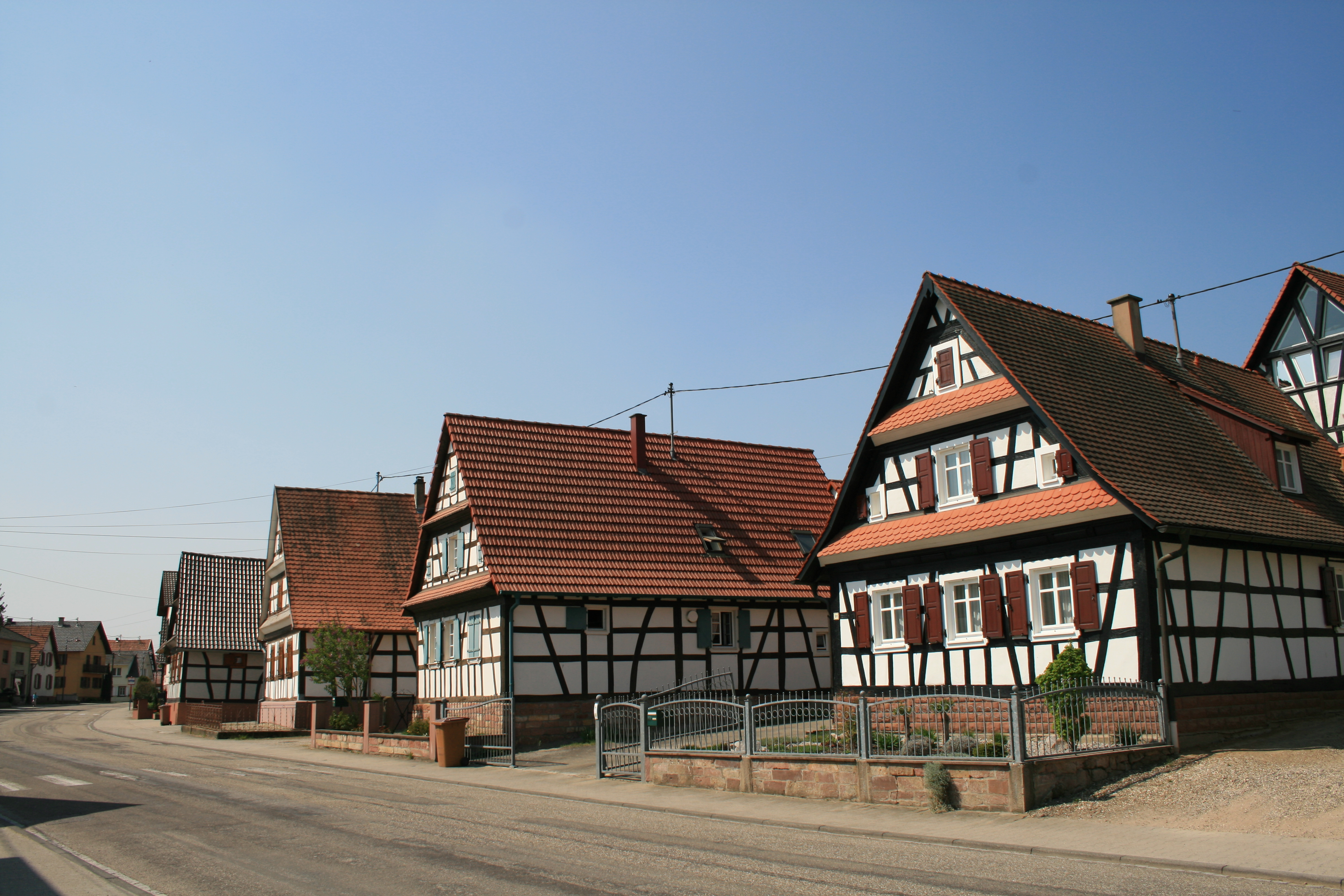
Niederlauterbach

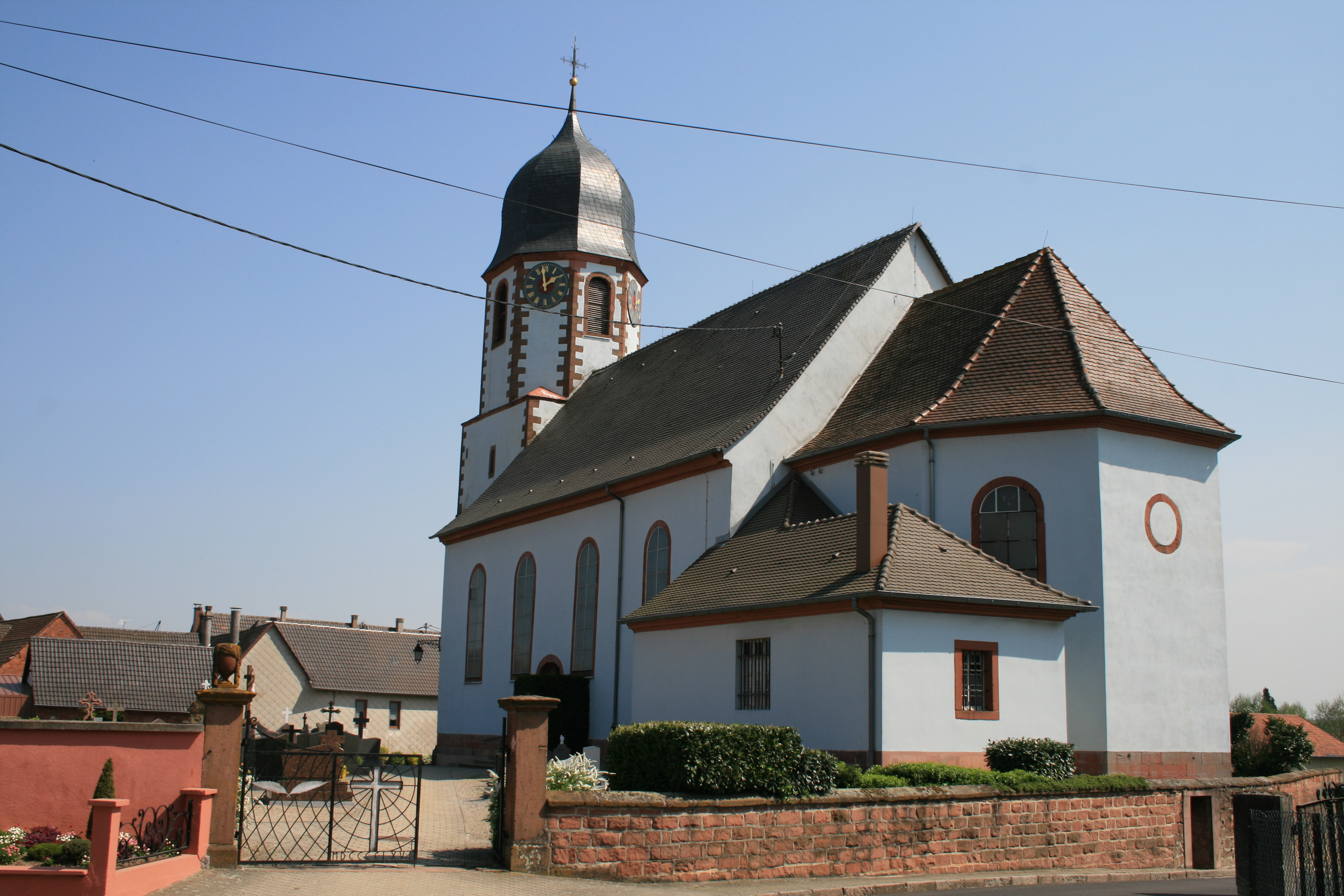
Kirche St. Margarethe

## Bevölkerungsentwicklung
| Jahr                       | 1962 | 1968 | 1975 | 1982 | 1990 | 1999 | 2009 | 2017 |
| -------------------------- | ---- | ---- | ---- | ---- | ---- | ---- | ---- | ---- |
| Einwohner                  | 614  | 632  | 654  | 686  | 769  | 863  | 956  | 965  |
| Quellen: Cassini und INSEE |      |      |      |      |      |      |      |      |

## Persönlichkeiten
- Johannes Nablas (1560–1639), Benediktiner, Abt der Klöster Metten (1595–1628) und Sankt Emmeram (1623–1639)
- Roland Ries (* 1945 in Niederlauterbach), Politiker und Bürgermeister von Straßburg